# Anaxipha natalensis
Anaxipha natalensis is een rechtvleugelig insect uit de familie krekels (Gryllidae). De wetenschappelijke naam van deze soort is voor het eerst geldig gepubliceerd in 1955 door Lucien Chopard.
1. ↑  (en) Anaxipha natalensis op de IUCN Red List of Threatened Species.